# Rhizophagus lineatus
Rhizophagus lineatus es una especie de coleóptero de la familia Monotomidae.

## Distribución geográfica
Habita en la India.